# Neil Gaiman
Neil Richard Gaiman (ur. 10 listopada 1960 w Portchester w hrabstwie Hampshire w Anglii) – brytyjski pisarz, scenarzysta i redaktor, autor licznych powieści, opowiadań i komiksów fantasy, science fiction i grozy. W Dictionary of Literary Biography jest wymieniony jako jeden z najwybitniejszych żyjących pisarzy fantasy, urban fantasy i science fiction. W Polsce uważany za postmodernistę, mimo jego wielokrotnych oświadczeń, że nie czuje się powiązany z tym nurtem. Wiele utworów Gaimana zostało zekranizowanych.
Neil Gaiman jest wielokrotnym laureatem nagród, m.in.: Hugo, Nebula, Bram Stoker Award, nagród magazynu Locus oraz British Fantasy Award. Jest także 14-krotnym laureatem Nagrody Eisnera w dziedzinie komiksu. W 2001 roku jego książka Amerykańscy bogowie znalazła się na liście bestsellerów New York Timesa, a autor otrzymał za nią nagrody: Hugo, Nebula, Brama Stokera, SFX oraz Locusa, nominowany zaś był między innymi do Minnesota Book Award. Kolejne jego słynne utwory to powieści Chłopaki Anansiego, która również dostała się na listę New York Timesa, Koralina, nagrodzona Bram Stoker Award w 2002 oraz Hugo i Nebulą w 2003 r., Księga cmentarna (2008) – Hugo 2009 oraz Ocean na końcu drogi (2013) – Locus 2014.
W 1991 roku epizod Sandmana „Midsummer Night′s Dream” zdobył nagrodę World Fantasy Award w kategorii Short Fiction (opowiadanie) – pierwszy i być może jedyny komiks w tej kategorii (po przyznaniu zmieniono zasady, wykluczające z kategorii komiksy).
Twórczość Gaimana została przetłumaczona na wiele języków, między innymi włoski, niderlandzki, francuski, hiszpański, szwedzki, duński, jidysz, polski, bułgarski, grecki, fiński, japoński i węgierski. Jego artykuły publikują „Time Out”, „The Saturday Times”, „Punch”, „The Observer Colour Suplement” i wiele innych czasopism. Na język polski zazwyczaj tłumaczony jest przez Paulinę Braiter.

## Życiorys
Rodzina Gaimana, wywodząca się z polskich Żydów, wyemigrowała z Holandii do Anglii na początku XX wieku. Jego rodzice są wyznawcami i działaczami kościoła scjentologicznego.
Uczył się w anglikańskich szkołach kościelnych. W latach 80. XX wieku pracował jako dziennikarz – wolny strzelec. W 1984 roku debiutował jako pisarz, na łamach „Imagine” opowiadaniem Featherquest, wtedy też wydał swoją pierwszą książkę – biografię zespołu Duran Duran. Następnie w 1985 roku, wraz z Kimem Newmanem, zredagował Ghastly Beyond Belief, będącą antologią literackich pomyłek i niezamierzonych efektów komicznych brytyjskiego pulp-horroru. W 1987, razem z grafikiem Dave McKeanem, napisał powieść graficzną Drastyczne przypadki (ang. Violent Cases). Rok później rozpoczął pisanie tekstów do swego chyba najsłynniejszego dzieła, serii komiksów Sandman. Pierwsza powieść Gaimana – napisany wraz z Terry Pratchettem Dobry omen – ukazała się w 1990 roku.
Pisarz obecnie mieszka w pobliżu Minneapolis w USA. Do 2008 roku był żonaty z Mary McGrath, z którą ma trójkę dzieci: syna Michaela i córki Madeleine i Holly. Obecnie żonaty z Amandą Palmer, z którą ma syna Anthony’ego. Ma dwie młodsze siostry.
Zawsze chodzi ubrany na czarno. Jest miłośnikiem kotów. Jako źródło inspiracji literackich wymienia Szekspira. Na spotkaniu autorskim w Warszawie 23.03.2010 wspomniał o Stanisławie Lemie jako autorze i Rękopisie znalezionym w Saragossie jako utworze z Polski, które najbardziej ceni.
W 2024 roku został publicznie oskarżony o napaść seksualną. Pierwsze dwa oskarżenia wobec Gaimana ujawniono w lipcu 2024 roku, w tym jedno zgłoszono na policję, do sierpnia w prasie pojawiły się dwa kolejne oskarżenia o napaść seksualną na przestrzeni czterdziestu lat. W lutym 2025 został pozwany przez jedną z dwóch pierwszych oskarżających go kobiet.

## Twórczość

### Powieści
- Dobry omen (Good Omens, 1990), współaut. Terry Pratchett
- Nigdziebądź (Neverwhere, 1996)
- Gwiezdny pył (Stardust, 1998), Nagroda Mythopoeic 1999
- Amerykańscy bogowie (American Gods, 2001), Hugo, Nebula, Nagroda Locusa, Nagroda Brama Stokera 2002
- Koralina (Coraline, 2002), ilustracje Dave McKean, Hugo, Nebula 2003, Nagroda Brama Stokera 2002
- Chłopaki Anansiego (Anansi Boys, 2005), Nagroda Locusa, Nagroda BSFA 2006
- InterŚwiat(inne języki) (InterWorld, 2007), współaut. Michael Reaves
- Księga cmentarna (Graveyard Book, 2008), Hugo, Newbery Medal 2009, Carnegie Medal 2010
- The Silver Dream (2013), współaut. Michael Reaves, Mallory Reaves
- Ocean na końcu drogi (The Ocean at the End of the Lane, 2013), Nagroda Locusa, British Book Award(inne języki)
- Eternity's Wheel (2015), współaut. Michael Reaves, Mallory Reaves

### Twórczość dla dzieci
- Dzień, w którym wymieniłem tatę na dwie złote rybki (The Day I Swapped My Dad for Two Goldfish, 1998), ilustracje Dave McKean
- Wilki w ścianach (The Wolves in the Walls, 2003), ilustracje Dave McKean
- Sandman: Senni łowcy(inne języki) (Egmont 2008), opowiadanie bogato ilustrowane przez Yoshitaka Amano
- Odd i Lodowi Olbrzymi(inne języki) (Odd and the Frost Giants, 2008, wydanie pol. Mag 2010)
- Na szczęście mleko...(inne języki) (Fortunately, the Milk... 2013, wydanie pol. Galeria Książki 2013)

### Zbiory opowiadań
- Dym i lustra (Smoke and Mirrors, 1998)
- Rzeczy ulotne (Fragile Things. Short Fictions and Wonders, 2006)
- M jak magia (M is for Magic, 2007)
- Drażliwe tematy (Trigger Warning, 2015)

### Inne
- Melinda (2004), ilustracje Dagmara Matuszak
- Wayward Manor (2013) – komputerowa gra przygodowa wydawana w formie epizodów na Windows, Mac OS i tablety, tworzona we współpracy z firmami The Odd Gentlemen i Moonshark[13].
- Mitologia nordycka (Norse Mythology 2017), wydanie polskie: Mag 2017

### Komiksy
Wydano następujące albumy ze scenariuszem Neila Gaimana:
- seria Sandman:

pierwsze wydanie, w miękkiej oprawie w 17 tomach: Egmont 2002–2007
drugie wydanie, w twardej oprawie w 10 tomach: Egmont 2006–2015
- 1602 (Egmont 2004), rysunek: Andy Kubert, Richard Isanove
- Arlekin i walentynki (Egmont 2004), rysunek: John Bolton
- Sandman: Noce Nieskończone(inne języki) (Egmont 2006)
- Czarna Orchidea(inne języki) (Egmont 2006), rysunek: Dave McKean
- Księgi magii(inne języki) (Egmont 2006)
- Ostatnie kuszenie (Egmont 2006), rysunek: Michael Zulli
- Drastyczne przypadki(inne języki) (Egmont 2007), rysunek: Dave McKean
- Stwory Nocy(inne języki) (Egmont 2007), rysunek: Michael Zulli
- Śmierć(inne języki) (Egmont 2007),
- Dni Pośród Nocy(inne języki) (Egmont 2008)
- Przedwieczni (Egmont 2008), rysunek: John Romita Jr.(inne języki)
- Sygnał do Szumu(inne języki) (Egmont 2009), rysunek: Dave McKean
- Batman: Co się stało z Zamaskowanym Krzyżowcem? (Egmont 2010)

Komiksy na podstawie literackiej twórczości Neila Gaimana:
- Morderstwa i tajemnice (Egmont 2003), scenariusz i rysunki: P. Craig Russell
- Nigdziebądź (Egmont 2006), scenariusz: Mike Carey, rysunki: Glenn Fabry
- Koralina (Egmont 2009), scenariusz i rysunki: P. Craig Russell
- Sandman: Senni łowcy(inne języki) (Egmont 2010), scenariusz i rysunki: P. Craig Russell

### Film
- scenariusz do serialu BBC „Nigdziebądź” (Neverwhere), (1994)
- angielskojęzyczny skrypt do anime Księżniczka Mononoke
- scenariusz do filmu Beowulf (2007)
- na podstawie powieści Gwiezdny Pył powstał scenariusz filmu pod tym samym tytułem Gwiezdny Pył (film 2007)
- scenariusz filmu Lustrzana maska (Mirrormask, 2005)
- scenariusz do czwartego odcinka szóstej serii serialu Doktor Who – Żona Doktora (ang. The Doctor's Wife)
- scenariusz do dwunastego odcinka siódmej serii serialu Doktor Who – Srebrny koszmar (ang. The Nightmare in Silver)
- scenariusz do serialu „Lucyfer”
- scenariusz do serialu "Dobry Omen"
- scenariusz do serialu Netflixa „The Sandman” (2022-) (Gaiman był jednym z autorów scenariusza oraz producentem wykonawczym)[14]